# Wunschloses Unglück
Wunschloses Unglück ist eine Erzählung von Peter Handke aus dem Jahr 1972. In diesem halb-biographischen Buch beschreibt der Autor das Leben seiner Mutter Maria, die am 19. November 1971 durch Suizid starb.

## Zum Werk
Sieben Wochen nach dem Suizid seiner Mutter beginnt Handke, Wunschloses Unglück zu verfassen, im Februar 1972 beendet er seine Arbeit an dem Buch. Er beschreibt das Leben seiner Mutter mit allen Höhen und Tiefen, aber gleichzeitig bringt er viele autobiographische Aspekte mit ein oder erzählt über seine Empfindungen während des Schreibens. Grundsätzlich beschreibt das Werk den Werdegang einer Frau aus einem ärmlichen Milieu, die sich zu emanzipieren und zu verwirklichen versucht.
Von vielen Kritikern wird die Erzählung als „Wende“ von Handkes Stil bezeichnet, er selbst betrachtet das Stück aber gesondert von seinen sonstigen Publikationen.

## Inhalt
Seine Mutter Maria wächst mit vier Geschwistern in einem kleinen Ort in Kärnten auf und wird ständig von ihrem Vater unterdrückt. Sie ist in der Schule sehr begabt und ist auch sonst eine fröhliche und hilfsbereite Person. Sie will einen Beruf erlernen, doch ihr Vater verbietet ihr dies, und so verlässt sie mit 15 Jahren ihr Zuhause.
Ihre ersten Arbeiten verrichtet sie als Abwaschhilfe, Stubenmädchen und Buchhalterin. Schließlich findet sie eine Arbeit in einem Hotel, wo sie als Hauptköchin arbeitet. Dort verliebt sie sich in einen verheirateten Deutschen, der ein NSDAP-Mitglied ist, und wird von ihm schwanger. Vor der Geburt heiratet sie einen Unteroffizier der deutschen Wehrmacht, den sie nicht liebt, weil sie jedoch dem ungeborenen Kind einen Vater geben will. Sie zieht mit ihm und ihrem Kind Peter (dem Autor dieses Buches) nach Berlin, wo ihr Ehemann aufgewachsen ist. Maria bleibt nur bei ihrem Mann, weil es zu schwer gewesen wäre, ein uneheliches Kind alleine großzuziehen. Während des Krieges lebt sie allein auf dem Land, um dem Krieg weitestmöglich zu entgehen.
Nach dem Krieg kehrt sie zu ihrem Mann zurück. Doch dieser lebt inzwischen mit einer anderen Frau zusammen. Maria zahlt bei ihm Untermiete, und sie und ihr Mann gehen regelmäßig aus, und der Alltag kommt wieder. Es ist eine Art Hassliebe. Ihr Mann ist inzwischen dem Alkohol verfallen und unterdrückt und schlägt Maria. Bald bekommt sie ihr zweites Kind, doch wegen ihrer schlechten Lebensumstände und wegen des Hasses gegen ihren alkoholkranken Mann treibt sie die nächsten zwei Kinder ab.
Nach einiger Zeit verlässt Maria mit ihrem Mann und den beiden Kindern Berlin, obwohl sie keine Papiere haben. In Österreich angekommen, leben sie bei ihrer Familie. Ihr Mann wird bei der Familie eingestellt. Mit vierzig Jahren bekommt sie ihr drittes Kind, und sie wird immer selbstbewusster und verabscheut ihren Gatten immer mehr. Sie erledigt ihre täglichen Aufgaben, ohne Freude am Leben zu haben. Zu Weihnachten schenkt sich die Familie das Notwendigste und tut so, als habe man sich genau das gewünscht. In dem Dorf sind alle Familien arm, trotzdem schämen sie sich. Moderne Haushaltsgeräte setzen sich durch, doch keiner kann sie sich leisten, und man hofft, dass es den anderen genauso geht. Ihr Mann schlägt sie inzwischen immer mehr, doch sie lacht ihn nur aus. Langsam geht es der Mutter besser, und sie liest mit Peter Bücher und redet mit ihm über sich selbst. Sie interessiert sich immer mehr für Politik. Hobbys hat sie nicht, und sie wird verstört und depressiv.
Nach einiger Zeit wird sie krank, bekommt Kopfschmerzen und betäubt sich so stark mit Medikamenten, dass sie nicht mehr klar denken kann. Schließlich fährt sie zu einem Nervenarzt, der einen Nervenzusammenbruch feststellt. Er empfiehlt ihr, eine Reise zu unternehmen. Sie fährt nach Jugoslawien. Doch die Reise bringt so gut wie nichts, und Maria verfällt wieder den Medikamenten. Maria denkt oft an Suizid. Sie zieht sich immer mehr zurück, und ihre Sehnsucht nach dem Tod wird von Tag zu Tag größer.
Sie sucht wieder Kontakt zu ihrem ältesten Kind, Peter. Mit ihm hat sie Briefkontakt. Er versucht, ihr zu helfen und sie nicht mehr an Suizid denken zu lassen. Doch er kann dieses Schicksal seiner Mutter nicht verhindern. Eines Tages schreibt Maria Abschiedsbriefe an alle Angehörigen und bringt sich dann mit Hilfe vieler Schlaftabletten und dem Rest Antidepressiva um.

## Ausgaben
- Wunschloses Unglück. Erzählung. Residenz, Salzburg 1972 [Erstausgabe].
- Wunschloses Unglück. Erzählung. (= suhrkamp taschenbuch. Band 146). Suhrkamp, Frankfurt am Main 1974.
- Wunschloses Unglück. Erzählung. Mit einem Kommentar von Hans Höller unter Mitarbeit von Franz Stadler. (= Suhrkamp BasisBibliothek. Band 38). Suhrkamp, Frankfurt am Main 2003, ISBN 3-518-18838-0 [mit Zeittafel, Interpretation, Literaturverzeichnis und Wort- und Sacherläuterungen].

## Verfilmungen
- 1974: der ORF produziert einen gleichnamigen Fernsehfilm (Regie: Wolfgang Glück; Erzähler: Helmut Lohner)[2]

## Theaterproduktionen
- 2014: Wunschloses Unglück. Nach Motiven aus der Erzählung von Peter Handke; Bearbeitung für die Bühne von Duncan MacMillan, Burgtheater Wien im Kasino am Schwarzenbergplatz.[3][4]

## Hörspiele
- 1992: Wunschloses Unglück. Produktion des SRF. Hörspielfassung von Reinhard Urbach und Klaus Höring – Tontechnik: Jack Jakob und Jacqueline Stocker – Regie: Claude Pierre Salmony. Mit: Alexander Tschernek (Sohn), Hille Darjes (Mutter)[5]